# Cimetière de Saint-Martin-du-Tertre
Le cimetière de Saint-Martin-du-Tertre est le cimetière communal de Saint-Martin-du-Tertre (Val-d'Oise) à une trentaine de kilomètres au nord de Paris.

## Histoire et description
Commune encore relativement épargnée par l'accroissement exponentiel des populations d'autres communes du département, Saint-Martin-du-Tertre n'a fait que doubler sa population depuis les années 1970, lui gardant encore un aspect tranquille à proximité de son église. Le petit cimetière en reflète le caractère rural et laborieux de sa population d'autrefois, et malgré le renouvellement des concessions uniformes garde encore quelques tombes anciennes. On remarque la chapelle funéraire de la famille Varé, dont Louis-Sulpice Varé fut le paysagiste à l'origine du lac du bois de Boulogne voulu par Napoléon III et paysagiste de familles fortunés du Second Empire.

## Personnalités inhumées
- Baron Louis-Aspais Amiot (mort en 1825), propriétaire du château de Franconville, secrétaire royal et maire de Saint-Martin-du-Tertre[1],[2]
- Léopold Bellan (1857-1936), industriel et homme politique
- Louis Désenclos (1915-2003), maire communiste de Saint-Martin-du-Tertre
- Jules Moigniez (1835-1894), sculpteur animalier[3]
- Louis-Sulpice Varé (1803-1883), paysagiste, maire de Saint-Martin-du-Tertre

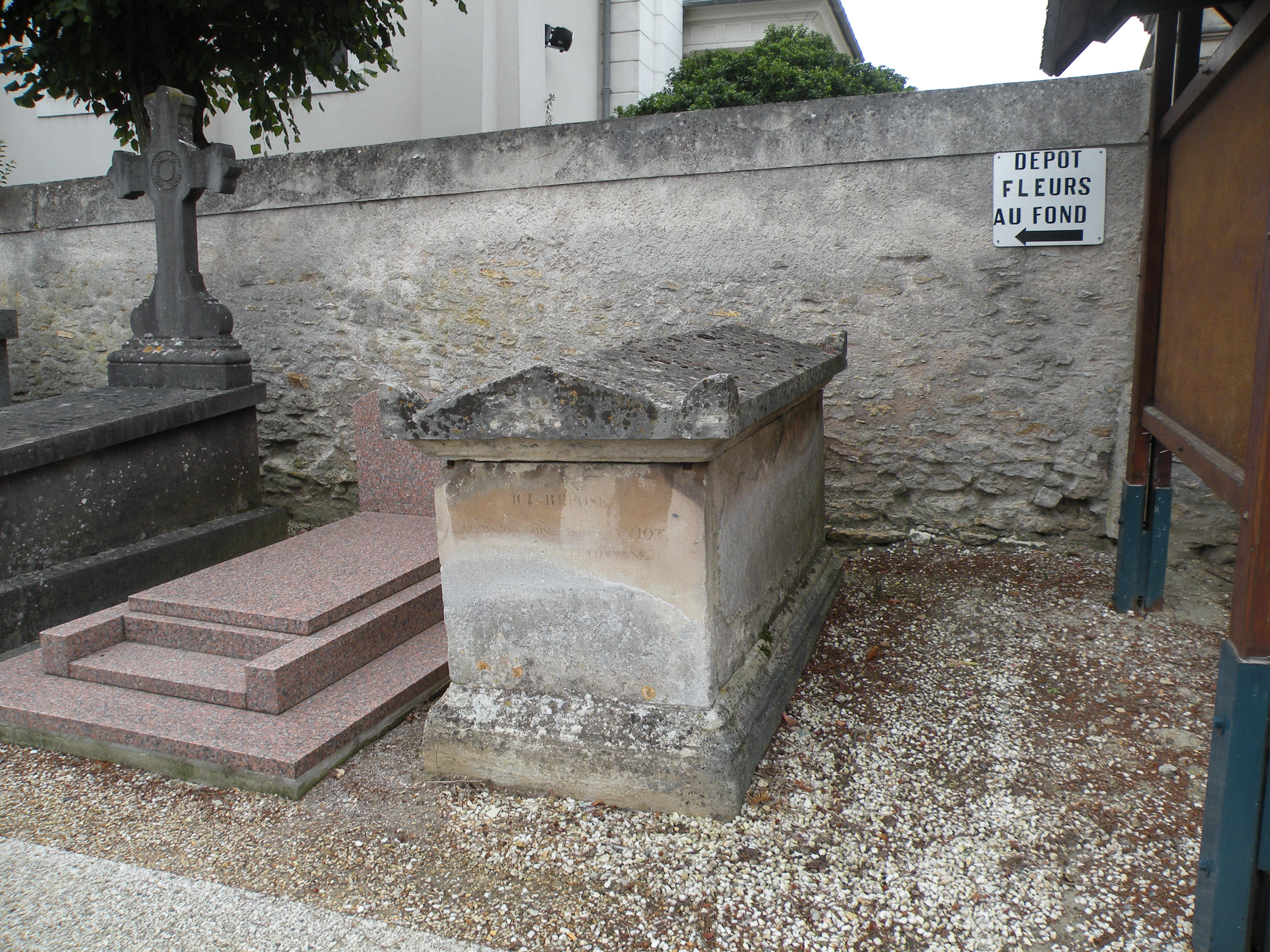
Tombe du baron Louis-Aspais Amiot